# Ángel Lafita
Ángel Lafita est un footballeur espagnol né le 7 août 1984 à Saragosse évoluant au poste de milieu de terrain à Al-Jazira.

## Carrière
En janvier 2016, il signe en faveur d'Al-Jazira.

## Palmarès
- Deportivo La Corogne
  - Vainqueur de la Coupe Intertoto : 2008